# André Hediger
Pour les articles homonymes, voir Hediger.
André Hediger, né le 28 avril 1941 à Pontoise et mort le 2 juillet 2024 à Riaz, est une personnalité politique suisse, membre du Parti suisse du travail.
Il est membre de l'exécutif de la ville de Genève de 1987 à 2007 et maire de Genève à cinq reprises.

## Biographie

### Origines et famille
André Hediger naît le 28 avril 1941 à Pontoise, près de Paris. Son père est un Argovien né à Genève. Sa mère, Alsacienne, est tuée dans des bombardements alors qu'il est âgé de 6 mois.
Il vit à Paris jusqu'à l'âge de 14 ans et s'installe en 1956 à Genève avec son père, dans le quartier de La Jonction.
Il se marie en 1964. Père de deux enfants, il divorce 24 ans plus tard.

### Formation et parcours professionnel
Après avoir échoué aux examens pour entrer au collège, il fait un apprentissage de mécanicien de précision. Ouvrier dans la métallurgie (formation terminée en 1960) (usine Gardy).

### Parcours syndical et politique
Il est militant syndical (à la FOMH dès 1956) avant sa nomination comme secrétaire adjoint, puis secrétaire du Parti suisse du Travail (PdT)[réf. souhaitée], parti auquel il adhère en 1961.
Député au Grand Conseil, il est élu conseiller administratif de la ville de Genève chargé du département de la sécurité et des sports de 1987 à 2007. Élu au Conseil municipal (législatif) en 1987, il entre au Conseil administratif (exécutif) la même année. Réélu à quatre reprises au sein de l'exécutif, soit en 1991, 1995, 1999 et 2003, il annonce son retrait aux élections du printemps 2007. Pierre Maudet lui succède à la tête du département de la sécurité.
Il porte le titre de maire de Genève à cinq reprises, soit en 1990-1991, 1994-1995, 1998-1999, 2002-2003 et 2006-2007.
Surnommé Dédé, il a toujours milité pour le développement du sport pour tous. Il est aussi connu pour avoir initié et soutenu le projet du Stade de Genève.

### Vie après la politique
Après son retrait de la politique, il s'installe à Grandvillard, dans le canton de Fribourg.
Il meurt le 2 juillet 2024, à l'âge de 83 ans, à l'Hôpital de Riaz, dans le canton de Fribourg.

## Polémiques
Il est inculpé le 22 mai 2006 pour abus d'autorité dans le cadre d'une affaire de quelques dizaines d'amendes de stationnement annulées[réf. nécessaire]. Il n'utilisait pas la voiture officielle de la ville de Genève pour ses déplacements professionnels, ce qui lui a valu une vingtaine d'amendes depuis 1987[réf. nécessaire]. L'inculpation fait suite à une campagne de presse menée depuis mars 2006 par deux quotidiens et a eu lieu deux jours avant la date prévue pour l'élection du maire par le Conseil administratif[réf. nécessaire]. André Hediger est quand même élu maire de Genève le 24 mai. 
Cette décision est mal accueillie par certains qui voient dans son élection un risque pour l'image de Genève, déjà ternie par d'autres affaires financières. Ainsi, son collègue Pierre Muller est pointé du doigt pour son abstention lors de l'élection, qui profite à André Hediger au détriment de Patrice Mugny, mais se défend par la suite en remettant en cause le déroulement du vote et en rappelant que Patrice Mugny n'a jamais été candidat au poste de maire.
Il est condamné en 2009 à trente jours-amende avec sursis pour cette affaire.